# Diese Tage in Terezín
Diese Tage in Terezín ist ein deutsch-tschechischer Dokumentarfilm von Sibylle Schönemann aus dem Jahr 1997. Der Film hatte seine Uraufführung am 18. Februar 1997 in der Akademie der Künste im Rahmen der 47. Internationalen Filmfestspiele Berlin in der Sektion „Neue Deutsche Filme“ und kam am 15. Januar 1998 in die Kinos.

## Handlung
In Diese Tage in Terezín begibt sich Filmemacherin Sibylle Schönemann zusammen mit Viktoria Hanna Gabbay und Lena Makarova auf eine Spurensuche ins tschechische Terezín. Viktoria ist eine junge Sängerin und Schauspielerin aus Israel, Lena Makarova ist eine aus Russland emigrierte israelische Historikerin und Autorin, die seit 1988 in Archiven in Terezín forscht.
Gemeinsam suchen sie nach Spuren, Zeitzeugnissen und Archivmaterialien zum Leben und Werk des Prager Kabarettisten und Komponisten Karel Švenk im ehemaligen jüdischen Ghetto Theresienstadt. 58 Sekunden Film einer politischen Kabarettnummer sind von ihm erhalten und werden am Ende des Films gezeigt. Die biografische Spurensuche zum „Chaplin von Theresienstadt“ wird dabei vor allem für Viktoria auch eine Suche nach ihrer eigenen jüdischen Identität als nachkriegsgeborene Israelin, die sich nach Terezín begeben hat, um mehr über den Holocaust zu erfahren, der für sie bis zu diesem Zeitpunkt nur ein abstraktes historisches Ereignis war. Sie interpretiert im Film die in Archiven entdeckten Kompositionen von Liedern Švenks, die sie auf Tschechisch einstudiert, und bettet diese in eigene performative Erzählungen ein. Darunter der Marsch von Theresienstadt, der zur Hymne der Hoffnung für die Bewohnerinnen und Bewohner des Ghettos wurde.
Die drei Frauen begegnen, teilweise zufällig, Zeitzeuginnen und Zeitzeugen, die den Holocaust überlebt haben, darunter die nach Israel emigrierte Hana Fialová-Malka, die ihre Tochter Orni durch die Stadt führt und aus ihrem Leben erzählt. Zu Beginn des Films gibt es die Idee, aus dem aufgefundenen Material über Karel Švenk zusammen mit der Gruppe von Zeitzeugen eine Kabarettnummer Švenks zu rekonstruieren. Am Ende des Films erkennen die Filmemacherin und ihre beiden Protagonistinnen Viktoria und Lena jedoch, dass das nicht möglich ist: zu wenig Material ist übrig, zu wenige Erinnerungen existieren – und der besondere Humor Švenks, der für viele Bewohnerinnen und Bewohner des Ghettos den repressiven Alltag für Momente leichter machte, ist mehr als ein halbes Jahrhundert nach Kriegsende nicht mehr einzufangen.

## Produktion und Hintergrund
Regisseurin Sibylle Schönemann erarbeitete den Film gemeinsam mit ihren beiden Protagonistinnen Victoria Hanna Gabbay und Lena Makarova. Der Arbeitstitel des Films lautete vor Veröffentlichung Der Chaplin von Theresienstadt. Den Kommentar im Film spricht Schönemann selbst. Als Anlass für die filmische Spurensuche in Terezín gibt sie im Film an, dass sie in ihrer Kindheit „auf den Ferienfahrten von Prag nach Berlin“ mit ihren Eltern häufig durch die Stadt gefahren sei, doch hätten „ihre Eltern nie in der tschechischen Gemeinde Terezin Station machen“ wollen. Das habe sie neugierig gemacht.
Im Jahr 1997 war der Film zu den Nordischen Filmtagen Lübeck eingeladen. Nach der Uraufführung von Diese Tage in Terezín am 18. Februar 1997 in der Berliner Akademie der Künste im Rahmen der Berlinale in der Sektion „Neue Deutsche Filme“, wird der Film erneut im Rahmen der 74. Internationalen Filmfestspiele Berlin 2024 in der Sektion Forum Special aufgeführt, in einer gut erhaltenen 35-mm-Kopie, die kürzlich in einem Archiv entdeckt wurde.
Der Film ist eine Koproduktion mit dem tschechischen staatlichen Fernsehsender Ceská Televize. Er wurde produziert von der Ochsenkopf Film- und Fernsehproduktion (Hannes Schönemann) und der Ma.Ja.De Filmproduktion (Heino Deckert). Förderungen wurden durch die Stiftung Kulturfonds e. V., das Bundesministerium des Innern, sowie die Filmförderungen Schleswig-Holstein, Mecklenburg-Vorpommern, Sachsen und Hamburg gewährt. Eine 35-mm-Kopie ist im Bundesarchiv-Filmarchiv vorhanden. Der Film ist im Verleih des Basis-Film Verleihs in Berlin.

## Rezeption
Die Deutsche Film- und Medienbewertung verlieh dem Film das Prädikat „Besonders wertvoll“. Es sei „der Autorin und der hervorragenden Kamera eine beachtenswerte Annäherung an dieses schwierige Thema“ gelungen. „Die Begegnung der Filmemacherin mit der israelischen Sängerin Victoria, die Švenks Lieder ausgegraben hat, der Russin Lena und der Tschechin Manka“ sei „unpathetisch, zaghaft, auch voller Widersprüche.“ Die Jurybegründung führt weiter aus, es sei „unbestritten das Verdienst der Autorin und Filmemacherin, dass sie uns über diese Begegnung einen ungewöhnlichen Zugang zu dem Schicksal dieser Frauen“ ermögliche. „Die Menschlichkeit, Würde und die Anmut der Frauen ist bewundernswert. Erstaunlich, welchen Humor sie sich bewahrt haben. Diese Zusammenführung ist berührend, nie peinlich, und wird von der Regisseurin einfühlsam geführt.“ So entstehe „ein fragmentarisches Porträt, auch der nachgeborenen Generation, das die Widersprüche der jungen Sängerin Victoria nicht verschweigt und den Frauen Raum lässt, auch ihre Liebesgeschichten zu erzählen.“
Der Kritiker des Online-Magazins Kino.de führt aus, Sibylle Schönemanns Film halte „jeden Vergleich mit Claude Lanzmanns Meisterwerk“ Shoah aus und meint, er „sollte in keinem Programmkino auf dem Spielplan fehlen“, mit der Begründung: „Die sehr persönlichen Äußerungen der Männer und Frauen machen die collageartige Dokumentation nicht nur zu einem wichtigen Zeitzeugnis, sondern sie stoßen, dank der Sensibilität Schönemanns, bis ins Herz der Zuschauer, ohne sentimental zu wirken.“ Das Branchenmagazin Filmdienst urteilte: „Ein Film wie ein Torso, der auf unkonventionelle Weise über Leid, Trauer und Lebenskraft reflektiert.“